# Juan Sznitowski
Juan Sznitowski (ca. 1940) es un deportista y medallista paralímpico argentino, especializado en natación adaptada, atletismo adaptado y baloncesto en silla de ruedas, que fue el primer deportista argentino varón en participar en los Juegos Paralímpicos. Sznitowski fue el único varón que integró la delegación argentina de cinco miembros a los primeros Juegos Paralímpicos de Roma 1960. Ganó cinco medallas paralímpicas, dos de ellas de oro, en los Juegos de Roma 1960 y Tokio 1964, en natación (3), atletismo (1) y básquetbol en silla de ruedas (1).

## Carrera deportiva

### Roma 1960
Juan Sznitowski fue el único varón que integró la delegación argentina de cinco miembros a los primeros Juegos Paralímpicos de Roma 1960. Allí ganó dos medallas en natación, una oro y otra de plata, esta última por apenas 20 centésimas de diferencia con el primero.
| Natación: 50 m espalda clase 5 | Natación: 50 m espalda clase 5 | Natación: 50 m espalda clase 5 | Natación: 50 m espalda clase 5 | Natación: 50 m espalda clase 5 |
|                                | Nadador                        | País                           | Tiempo                         |                                |
| ------------------------------ | ------------------------------ | ------------------------------ | ------------------------------ | ------------------------------ |
| 1                              | Juan Sznitowski                | Argentina                      | 0:48.00                        |                                |
| 2                              | Carfagna                       | Italia                         | 1:06.90                        |                                |

| Natación: 50 m libre clase 5 | Natación: 50 m libre clase 5 | Natación: 50 m libre clase 5 | Natación: 50 m libre clase 5 | Natación: 50 m libre clase 5 |
|                              | Nadador                      | País                         | Tiempo                       |                              |
| ---------------------------- | ---------------------------- | ---------------------------- | ---------------------------- | ---------------------------- |
| 1                            | Denis Favre                  | Suiza                        | 0:37.90                      |                              |
| 2                            | Juan Sznitowski              | Argentina                    | 0:38.10                      |                              |
| 3                            | Franco Rossi                 | Italia                       | 0:47.50                      |                              |

### Juegos Paralímpicos de Tokio 1964
En los Juegos Paralímpicos de Tokio 1964 Juan Sznitowski ganó 3 medallas en natación, básquetbol en silla de ruedas y atletismo: 1 de oro, 1 de plata y 1 de bronce.
| Natación: Hombres 50 m libre boca abajo incompleto clase 4 | Natación: Hombres 50 m libre boca abajo incompleto clase 4 | Natación: Hombres 50 m libre boca abajo incompleto clase 4 | Natación: Hombres 50 m libre boca abajo incompleto clase 4 | Natación: Hombres 50 m libre boca abajo incompleto clase 4 |
| | Deportista                                                 | País                                                       | Tiempo                                                     |                                                            |
| --- | ---------------------------------------------------------- | ---------------------------------------------------------- | ---------------------------------------------------------- | ---------------------------------------------------------- |
| 1 | Juan Sznitowski                                            | Argentina                                                  | 0:37.50                                                    |                                                            |
| 2 | Jorge Diz                                                  | Argentina                                                  | 0:39.20                                                    |                                                            |
| 3 | Ed Owen                                                    | Estados Unidos                                             | 0:40.60                                                    |                                                            |
| Fuente: «Men's 50 m Freestyle Prone Incomplete class 4». IPC. 1964. (enlace roto disponible en Internet Archive; véase el historial, la primera versión y la última). |                                                            |                                                            |                                                            |                                                            |

| Atletismo: Varones Pentatlón clase 2 | Atletismo: Varones Pentatlón clase 2 | Atletismo: Varones Pentatlón clase 2 | Atletismo: Varones Pentatlón clase 2 | Atletismo: Varones Pentatlón clase 2 |
| | Deportista                           | País                                 |                                      |                                      |
| --- | ------------------------------------ | ------------------------------------ | ------------------------------------ | ------------------------------------ |
| 1 | W. Fairbanks                         | Estados Unidos                       |                                      |                                      |
| 2 | Leslie Manson-Bishop                 | Rodesia                              |                                      |                                      |
| 3 | Juan Sznitowski                      | Argentina                            |                                      |                                      |
| Fuente: «Men's Pentathlon 2. Tokyo 1964». IPC. 1964. (enlace roto disponible en Internet Archive; véase el historial, la primera versión y la última). |                                      |                                      |                                      |                                      |

#### Básquetbol en silla de ruedas
Argentina obtuvo medalla de plata en el torneo B de básquetbol incompleto. La selección argentina estuvo integrada por: Eduardo Albelo, Héctor Brandoni, Fernando Bustelli, Jorge Diz, Wilmer González, Juan Grusovin, Roberto Iglesias, Federico Marín, Rodolfo Novoa, Juan Sznitowski y Dante Tosi.
| Básquetbol B incompleto masculino | Básquetbol B incompleto masculino | Básquetbol B incompleto masculino | Básquetbol B incompleto masculino | Básquetbol B incompleto masculino |
| | País                              |                                   |                                   |                                   |
| --- | --------------------------------- | --------------------------------- | --------------------------------- | --------------------------------- |
| 1 | Estados Unidos                    |                                   |                                   |                                   |
| 2 | Argentina                         |                                   |                                   |                                   |
| 3 | Israel                            |                                   |                                   |                                   |
| Fuente: Men's Tournament B incomplete. «Wheelchair Basketball at the Tokyo 1964 Paralympic Games». IPC. 1964. (enlace roto disponible en Internet Archive; véase el historial, la primera versión y la última). |                                   |                                   |                                   |                                   |